# Großer Preis von Deutschland 1967
Der Große Preis von Deutschland 1967 (offiziell XXIX Großer Preis von Deutschland) fand am 6. August auf dem Nürburgring in Nürburg statt und war das siebte Rennen der Automobil-Weltmeisterschaft 1967.

## Berichte

### Hintergrund

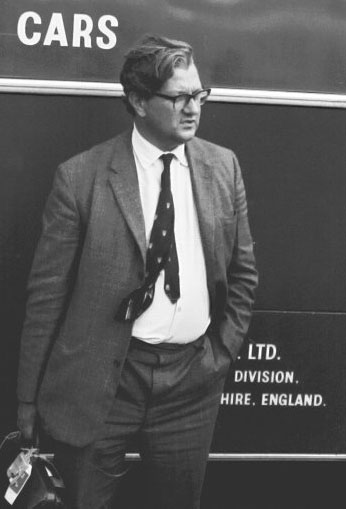
B.R.M.-Ingenieur Tony Rudd im Fahrerlager

Wie bereits in den meisten Jahren zuvor fand der Große Preis von Deutschland auch in der Saison 1967 auf der rund 22,8 Kilometer langen Nordschleife des Nürburgrings statt, der mit Abstand längsten Strecke des Rennkalenders.
Um aus Sicherheitsgründen die Geschwindigkeit der Wagen im Bereich der Boxen zu verringern, war vor der Zielgeraden die sogenannte Hohenrain-Schikane in die Strecke eingebaut worden. Dennoch erwartete angesichts der rasanten Entwicklung der Formel-1-Rennwagen während der vergangenen zwölf Monate kaum jemand längere Rundenzeiten als im Vorjahr.
Da wegen der Streckenlänge lediglich 15 Runden zu absolvieren waren, wurde das Feld wie bereits im Vorjahr um einige Formel-2-Teilnehmer aufgestockt, um den Zuschauern mehr Unterhaltungswert zu bieten. Darunter befanden sich mit Jacky Ickx und Jackie Oliver zwei aufstrebende Nachwuchsfahrer, die in den folgenden Jahren namhafte Formel-1-Piloten wurden.
Hubert Hahne absolvierte an diesem Wochenende einen Gaststart in einem Lola-BMW, der trotz seines Zwei-Liter-Motors nicht für die Formel 2, sondern für die Formel 1 gemeldet und somit theoretisch punkteberechtigt war.
Zum ersten Mal übertrug das Deutsche Fernsehen ein Formel-1-Rennen in Farbe.
Nach dem Großen Preis von Großbritannien führte Denis Hulme in der Fahrerwertung mit neun Punkten vor Jim Clark und Jack Brabham. In der Konstrukteurswertung führte Brabham-Repco mit 14 Punkten vor Lotus-Ford und Cooper-Maserati.

### Training
Clark fuhr die schnellste Trainingsrunde, mehr als neun Sekunden schneller als der Zweitplatzierte Hulme. Seine eigene Pole-Zeit des Vorjahres unterbot Clark trotz der eingefügten Bremsschikane um mehr als zwölf Sekunden.
Graham Hill hatte im Abschlusstraining einen Unfall im Streckenabschnitt Fuchsröhre. Mit einem blockierenden Rad kam er von der Strecke ab und beschädigte seinen Lotus erheblich. Hill konnte den Wagen unverletzt verlassen.
Guy Ligier hatte im Streckenabschnitt Hatzenbach im Freitagstraining einen schweren Unfall. Er kam von der Strecke ab und überschlug sich. Dabei erlitt er einen Knöchelbruch und eine Knieverletzung.
Ickx erregte Aufsehen, als er mit seinem Formel-2-Wagen die drittbeste Trainingszeit erzielte. Da die Formel-2-Teilnehmer allerdings in der Startaufstellung hinter den Formel-1-Wagen platziert wurden, bekam er lediglich den 18. Startplatz zugewiesen. Stattdessen erhielt der viertschnellste Jackie Stewart den dritten Startplatz in der ersten Reihe neben Clark und Hulme sowie dem fünftschnellsten Dan Gurney.
Die zweite Startreihe bildeten Bruce McLaren, John Surtees und Brabham.

### Rennen
Clark übernahm sofort die Führung. Sein Teamkollege Hill, der nach seinem Unfall im Training nur vom 13. Startplatz aus ins Rennen ging, geriet auf das Gras neben der Strecke, drehte sich und fiel ans Ende des Feldes zurück.
Drei Runden lang führte Clark das Rennen vor Hulme und Gurney an, bevor er wegen eines Aufhängungsschadens zunächst deutlich langsamer wurde und schließlich aufgeben musste. Gurney übernahm daraufhin die Führung vor Hulme und Brabham. Hinter dem viertplatzierten Stewart beeindruckte erneut Ickx, der sich in seinem Formel-2-Wagen bis auf die fünfte Position nach vorn gekämpft hatte. Nach Stewarts Ausfall wegen eines Getriebeschadens lag er sogar kurzzeitig auf dem vierten Rang, bevor ihn Chris Amon überholte. Ein Aufhängungsschaden am Wagen von Ickx in der zwölften Runde verhinderte schließlich eine noch größere Sensation.
Als Gurney zwei Runden vor Schluss wegen einer gebrochenen Antriebswelle ausfiel, war der Weg frei für den zweiten Saisonsieg des in der Weltmeisterschaft führenden Hulme. Dahinter kam Brabham mit lediglich einer halben Sekunde Vorsprung vor Amon ins Ziel.
Formel-2-Pilot Jackie Oliver erreichte den fünften Platz. Da er jedoch nicht punkteberechtigt war, rückten Joakim Bonnier und Guy Ligier in der Wertung auf.
Zum ersten Mal seit dem Großen Preis von Italien 1961 stand kein britischer Fahrer auf dem Podium.

## Meldelisten

### Formel 1
| Team                        | Nr. | Fahrer          | Chassis      | Motor                    | Reifen |
| --------------------------- | --- | --------------- | ------------ | ------------------------ | ------ |
| Brabham Racing Organisation | 01  | Jack Brabham    | Brabham BT24 | Repco 740 3.0 V8         | G      |
| Brabham Racing Organisation | 02  | Denis Hulme     | Brabham BT24 | Repco 740 3.0 V8         | G      |
| Team Lotus                  | 03  | Jim Clark       | Lotus 49     | Ford Cosworth DFV 3.0 V8 | F      |
| Team Lotus                  | 04  | Graham Hill     | Lotus 49     | Ford Cosworth DFV 3.0 V8 | F      |
| Cooper Car Company          | 05  | Jochen Rindt    | Cooper T86   | Maserati 10/F1 3.0 V12   | F      |
| Cooper Car Company          | 06  | Pedro Rodríguez | Cooper T81   | Maserati 10/F1 3.0 V12   | F      |
| Honda Racing                | 07  | John Surtees    | Honda RA273  | Honda RA273E 3.0 V12     | F      |
| Scuderia Ferrari SpA SEFAC  | 08  | Chris Amon      | Ferrari 312  | Ferrari 242 3.0 V12      | F      |
| Anglo American Racers       | 09  | Dan Gurney      | Eagle T1G    | Weslake 58 3.0 V12       | G      |
| Anglo American Racers       | 10  | Bruce McLaren   | Eagle T1G    | Weslake 58 3.0 V12       | G      |
| Owen Racing Organisation    | 11  | Jackie Stewart  | BRM P115     | BRM P75 3.0 H16          | G      |
| Owen Racing Organisation    | 12  | Mike Spence     | BRM P83      | BRM P75 3.0 H16          | G      |
| Rob Walker Racing           | 14  | Joseph Siffert  | Cooper T81   | Maserati 9/F1 3.0 V12    | F      |
| Guy Ligier                  | 15  | Guy Ligier      | Brabham BT20 | Repco 620 3.0 V8         | F      |
| Joakim Bonnier Racing Team  | 16  | Joakim Bonnier  | Cooper T81   | Maserati 9/F1 3.0 V12    | F      |
| Bayerische Motoren Werke AG | 17  | Hubert Hahne    | Lola T100    | BMW M10 2.0 L4           | D      |
| Reg Parnell Racing          | 18  | Chris Irwin     | BRM P83      | BRM P75 3.0 H16          | F      |

### Formel 2
| Team                   | Nr. | Fahrer         | Chassis      | Motor                    | Reifen |
| ---------------------- | --- | -------------- | ------------ | ------------------------ | ------ |
| Gerhard Mitter         | 20  | Gerhard Mitter | Brabham BT23 | Ford-Cosworth FVA 1.6 L4 | D      |
| Roy Winkelmann Racing  | 22  | Alan Rees      | Brabham BT23 | Ford-Cosworth FVA 1.6 L4 | ?      |
| Ecurie Ford-France     | 23  | Jo Schlesser   | Matra MS5    | Ford-Cosworth FVA 1.6 L4 | D      |
| Lotus Components Ltd.  | 24  | Jackie Oliver  | Lotus 48     | Ford-Cosworth FVA 1.6 L4 | F      |
| Ron Harris Racing Team | 25  | Brian Hart     | Protos F2    | Ford-Cosworth FVA 1.6 L4 | ?      |
| Ron Harris Racing Team | 26  | Kurt Ahrens    | Protos F2    | Ford-Cosworth FVA 1.6 L4 | ?      |
| Lola Cars Ltd.         | 27  | David Hobbs    | Lola T100    | BMW M10 2.0 L4           | F      |
| Lola Cars Ltd.         | 28  | Brian Redman   | Lola T100    | Ford-Cosworth FVA 1.6 L4 | F      |
| Ken Tyrrell Racing     | 29  | Jacky Ickx     | Matra MS7    | Ford-Cosworth FVA 1.6 L4 | D      |

## Klassifikationen

### Qualifikation Formel 1
| Pos. | Fahrer          | Konstrukteur    | Zeit   | Ø-Geschwindigkeit | Start |
| ---- | --------------- | --------------- | ------ | ----------------- | ----- |
| 01   | Jim Clark       | Lotus-Ford      | 8:04,1 | 169,812 km/h      | 01    |
| 02   | Denis Hulme     | Brabham-Repco   | 8:13,5 | 166,578 km/h      | 02    |
| 04   | Jackie Stewart  | B.R.M.          | 8:15,2 | 166,006 km/h      | 03    |
| 05   | Dan Gurney      | Eagle-Weslake   | 8:17,7 | 165,172 km/h      | 04    |
| 06   | Bruce McLaren   | Eagle-Weslake   | 8:17,7 | 165,172 km/h      | 05    |
| 07   | John Surtees    | Honda           | 8:18,2 | 165,006 km/h      | 06    |
| 08   | Jack Brabham    | Brabham-Ford    | 8:18,9 | 164,775 km/h      | 07    |
| 09   | Chris Amon      | Ferrari         | 8:20,4 | 164,281 km/h      | 08    |
| 10   | Jochen Rindt    | Cooper-Maserati | 8:20,9 | 164,117 km/h      | 09    |
| 11   | Pedro Rodríguez | Cooper-Maserati | 8:22,2 | 163,692 km/h      | 10    |
| 12   | Mike Spence     | B.R.M.          | 8:26,5 | 162,302 km/h      | 11    |
| 13   | Joseph Siffert  | Cooper-Maserati | 8:31,4 | 160,747 km/h      | 12    |
| 14   | Graham Hill     | Lotus-Ford      | 8:31,7 | 160,653 km/h      | 13    |
| 15   | Hubert Hahne    | Lola-BMW        | 8:32,8 | 160,308 km/h      | 14    |
| 19   | Chris Irwin     | B.R.M.          | 8:41,6 | 157,604 km/h      | 15    |
| 21   | Joakim Bonnier  | Cooper-Maserati | 8:47,8 | 155,752 km/h      | 16    |
| 25   | Guy Ligier      | Brabham-Repco   | 9:14,4 | 148,279 km/h      | 17    |

### Qualifikation Formel 2
| Pos. | Fahrer         | Konstrukteur | Zeit   | Ø-Geschwindigkeit | Start |
| ---- | -------------- | ------------ | ------ | ----------------- | ----- |
| 03   | Jacky Ickx     | Matra-Ford   | 8:14,0 | 166,409 km/h      | 18    |
| 16   | Jackie Oliver  | Lotus-Ford   | 8:37,9 | 158,729 km/h      | 19    |
| 17   | Alan Rees      | Brabham-Ford | 8:39,8 | 158,149 km/h      | 20    |
| 18   | Jo Schlesser   | Matra-Ford   | 8:40,6 | 157,906 km/h      | 21    |
| 20   | David Hobbs    | Lola-BMW     | 8:46,2 | 156,226 km/h      | 22    |
| 22   | Kurt Ahrens    | Protos-Ford  | 8:47,8 | 155,752 km/h      | 23    |
| 23   | Gerhard Mitter | Brabham-Ford | 8:52,6 | 154,348 km/h      | 24    |
| 24   | Brian Hart     | Protos-Ford  | 8:59,7 | 152,318 km/h      | 25    |
| 26   | Brian Redman   | Lola-Ford    | 9:59,7 | 142,318 km/h      | DNS   |

### Rennen
| Pos. | Kat. | Fahrer          | Konstrukteur    | Runden | Stopps | Zeit       | Start | Schnellste Runde |
| ---- | ---- | --------------- | --------------- | ------ | ------ | ---------- | ----- | ---------------- |
| 01   | F1   | Denis Hulme     | Brabham-Ford    | 15     | 0      | 2:05:55,7  | 02    | 8:19,2           |
| 02   | F1   | Jack Brabham    | Brabham-Ford    | 15     | 0      | + 38,5     | 07    | 8:20,9           |
| 03   | F1   | Chris Amon      | Ferrari         | 15     | 0      | + 39,0     | 08    | 8:21,1           |
| 04   | F1   | John Surtees    | Honda           | 15     | 0      | + 2:25,7   | 06    | 8:27,1           |
| 05   | F2   | Jackie Oliver   | Lotus-Ford      | 15     |        | + 5:30,7   | 19    |                  |
| 06   | F1   | Joakim Bonnier  | Cooper-Maserati | 15     | 0      | + 8:42,1   | 16    | 8:49,6           |
| 07   | F2   | Alan Rees       | Brabham-Ford    | 15     |        | + 8:47,9   | 20    |                  |
| 08   | F1   | Guy Ligier      | Brabham-Repco   | 14     | 0      | + 1 Runde  | 17    | 8:56,9           |
| 09   | F1   | Chris Irwin     | B.R.M.          | 13     | 3      | + 2 Runden | 15    | 8:46,4           |
| 10   | F2   | David Hobbs     | Lola-BMW        | 13     |        | + 2 Runden | 22    |                  |
| 11   | F1   | Pedro Rodríguez | Cooper-Maserati | 13     | 0      | + 2 Runden | 10    | 8:29,0           |
| –    | F1   | Dan Gurney      | Eagle-Weslake   | 12     | 0      | DNF        | 04    | 8:15,1 (06.)     |
| –    | F2   | Jacky Ickx      | Matra-Ford      | 12     |        | DNF        | 18    |                  |
| –    | F2   | Brian Hart      | Protos-Ford     | 12     |        | NC         | 25    |                  |
| –    | F1   | Joseph Siffert  | Cooper-Maserati | 12     | 1      | DNF        | 12    | 8:34,4           |
| –    | F1   | Graham Hill     | Lotus-Ford      | 08     | 0      | DNF        | 13    | 8:36,0           |
| –    | F1   | Hubert Hahne    | Lola-BMW        | 06     | 0      | DNF        | 14    | 8:23,3           |
| –    | F1   | Jackie Stewart  | B.R.M.          | 05     | 0      | DNF        | 03    | 8:23,2           |
| –    | F1   | Jim Clark       | Lotus-Ford      | 04     | 0      | DNF        | 01    | 8:22,5           |
| –    | F1   | Jochen Rindt    | Cooper-Maserati | 04     | 0      | DNF        | 09    | 8:29,6           |
| –    | F2   | Kurt Ahrens     | Protos-Ford     | 04     |        | DNF        | 23    |                  |
| –    | F1   | Bruce McLaren   | Eagle-Weslake   | 03     | 0      | DNF        | 05    | 8:24,5           |
| –    | F1   | Mike Spence     | B.R.M.          | 03     | 0      | DNF        | 11    | 8:39,5           |
| –    | F2   | Jo Schlesser    | Matra-Ford      | 02     |        | DNF        | 21    |                  |
| –    | F2   | Gerhard Mitter  | Brabham-Ford    | 0      |        | DNF        | 24    |                  |

## WM-Stände nach dem Rennen
Die ersten sechs des Rennens bekamen 9, 6, 4, 3, 2, 1 Punkte. Die besten fünf Ergebnisse der ersten sechs und die besten vier der restlichen fünf Rennen zählten zur Meisterschaft. In der Konstrukteurswertung zählten dabei nur die Punkte des bestplatzierten Fahrers eines Teams.

### Fahrerwertung
| Pos. | Fahrer          | Konstrukteur                   | Punkte |
| ---- | --------------- | ------------------------------ | ------ |
| 01   | Denis Hulme     | Brabham-Repco                  | 37     |
| 02   | Jack Brabham    | Brabham-Repco                  | 25     |
| 03   | Jim Clark       | Lotus-B.R.M.                   | 19     |
| 04   | Chris Amon      | Ferrari                        | 19     |
| 05   | Pedro Rodríguez | Cooper-Maserati                | 14     |
| 06   | Jackie Stewart  | B.R.M.                         | 10     |
| 07   | Dan Gurney      | Eagle-Weslake                  | 9      |
| 08   | John Surtees    | Honda                          | 8      |
| 09   | Graham Hill     | Lotus-Ford                     | 6      |
| 10   | John Love       | Cooper-Climax                  | 6      |
| 11   | Bruce McLaren   | McLaren-B.R.M. / Eagle-Weslake | 3      |
| 12   | Mike Spence     | B.R.M.                         | 3      |
| 13   | Jochen Rindt    | Cooper-Maserati                | 3      |
| 14   | Joseph Siffert  | Cooper-Maserati                | 3      |
| 15   | Bob Anderson    | Brabham-Climax                 | 2      |
| 16   | Mike Parkes     | Ferrari                        | 2      |
| 17   | Chris Irwin     | Lotus-B.R.M. / B.R.M.          | 2      |
| 18   | Joakim Bonnier  | Cooper-Maserati                | 2      |

| Pos. | Fahrer              | Konstrukteur                    | Punkte |
| ---- | ------------------- | ------------------------------- | ------ |
| 19   | Ludovico Scarfiotti | Ferrari                         | 1      |
| 20   | Guy Ligier          | Cooper-Maserati / Brabham-Repco | 1      |
| 21   | David Hobbs         | B.R.M. / Lola-BMW               | 0      |
| 22   | Alan Rees           | Cooper-Maserati                 | 0      |
| –    | Jackie Oliver       | Lotus-Ford                      | 0      |
| –    | Lorenzo Bandini †   | Ferrari                         | 0      |
| –    | Piers Courage       | Lotus-B.R.M.                    | 0      |
| –    | Dave Charlton       | Brabham-Climax                  | 0      |
| –    | Luki Botha          | Brabham-Climax                  | 0      |
| –    | Sam Tingle          | LDS-Climax                      | 0      |
| –    | Johnny Servoz-Gavin | Matra-Ford                      | 0      |
| –    | Silvio Moser        | Cooper-A.T.S.                   | 0      |
| –    | Jacky Ickx          | Matra-Ford                      | 0      |
| –    | Brian Hart          | Protos-Ford                     | 0      |
| –    | Hubert Hahne        | Lola-BMW                        | 0      |
| –    | Kurt Ahrens         | Protos-Ford                     | 0      |
| –    | Jo Schlesser        | Matra-Ford                      | 0      |
| –    | Gerhard Mitter      | Brabham-Ford                    | 0      |

### Konstrukteurswertung
| Pos. | Konstrukteur    | Punkte |
| ---- | --------------- | ------ |
| 01   | Brabham-Repco   | 42     |
| 02   | Cooper-Maserati | 21     |
| 03   | Lotus-Ford      | 19     |
| 04   | Ferrari         | 19     |
| 05   | B.R.M.          | 11     |
| 06   | Eagle-Weslake   | 9      |
| 07   | Honda           | 8      |
| 08   | Cooper-Climax   | 6      |

| Pos. | Konstrukteur   | Punkte |
| ---- | -------------- | ------ |
| 09   | Lotus-B.R.M.   | 6      |
| 10   | McLaren-B.R.M. | 3      |
| 11   | Brabham-Climax | 2      |
| –    | Lotus-Climax   | 0      |
| –    | LDS-Climax     | 0      |
| –    | Matra-Ford     | 0      |
| –    | Protos-Ford    | 0      |
| –    | Lola-BMW       | 0      |